# II liga polska w futsalu (2002/2003)
II liga polska w futsalu 2002/2003 – druga edycja drugiego poziomu rozgrywek klubowych polskiej ligi futsalu. W lidze wystąpiło 17 zespołów w dwóch grupach, które walczyły systemem "każdy z każdym" o awans do I ligi. Do najwyższej klasy rozgrywkowej awansowały dwa najlepsze zespoły. W barażach o dodatkowe miejsca premiujące awansem do I ligi zwyciężyły dwie drużyny z grupy północnej II ligi.
| Poziomy ligowe w futsalu w sezonie 2002/2003 | Poziomy ligowe w futsalu w sezonie 2002/2003 | Poziomy ligowe w futsalu w sezonie 2002/2003 | Poziomy ligowe w futsalu w sezonie 2002/2003 |
| Rozgrywki                                    | Poziomy ligowe                               | Liga                                         | Sezon                                        |
| -------------------------------------------- | -------------------------------------------- | -------------------------------------------- | -------------------------------------------- |
| Centralne                                    | I poziom                                     | I Liga                                       | Sezon 2002/2003 (1 grupa)                    |
| Centralne                                    | II poziom                                    | II Liga                                      | Sezon 2002/2003 (2 grupy)                    |
| Regionalne                                   | III poziom                                   |                                              |                                              |

## Tabele

### Grupa Północna
| Lp. | Drużyna                              | M  | Z | R | P | Bramki | Bramki | +/- | Pkt. | Uwagi           |
| --- | ------------------------------------ | -- | - | - | - | ------ | ------ | --- | ---- | --------------- |
| 1   | Akademia Słowa Poznań (b)            | 12 | 9 | 2 | 1 | 79     | 41     | +38 | 29   | Awans           |
| 2   | Holiday "Życie Chojnic" Chojnice (b) | 12 | 9 | 0 | 3 | 91     | 55     | +36 | 27   | Baraż/Awans     |
| 3   | Seat Arpol Toruń                     | 12 | 5 | 3 | 4 | 49     | 46     | +3  | 18   | Baraż/Awans     |
| 4   | NPI Szczecin (b)                     | 12 | 5 | 2 | 5 | 56     | 58     | -2  | 17   |                 |
| 5   | Stryjeks Radom (b)                   | 12 | 4 | 0 | 8 | 54     | 70     | -16 | 12   | Wyc. po sezonie |
| 6   | Selfa Szczecin (b)                   | 12 | 3 | 1 | 8 | 51     | 63     | -12 | 10   |                 |
| 7   | Kadimex Chocianów (b)                | 12 | 2 | 2 | 8 | 31     | 78     | -47 | 8    |                 |

- W trakcie rozgrywek Holiday ABC Chojnice zmienił nazwę na Holiday "Życie Chojnic" Chojnice.

Źródło 

### Grupa Południowa
| Lp. | Drużyna                 | M  | Z  | R | P  | Bramki | Bramki | +/- | Pkt. | Uwagi |
| --- | ----------------------- | -- | -- | - | -- | ------ | ------ | --- | ---- | ----- |
| 1   | Agra-Marioss Opole (b)  | 18 | 14 | 1 | 3  | 98     | 53     | +45 | 43   | Awans |
| 2   | FRIB-EX Ruda Śląska (s) | 18 | 12 | 4 | 2  | 119    | 69     | +50 | 40   | Baraż |
| 3   | FC Rotterdam Tychy      | 18 | 12 | 2 | 4  | 117    | 69     | +48 | 38   | Baraż |
| 4   | KP Częstochowa (b)      | 18 | 10 | 1 | 7  | 110    | 76     | +34 | 3    |       |
| 5   | Radan Gliwice           | 18 | 9  | 1 | 8  | 102    | 72     | +30 | 28   |       |
| 6   | Centrum Nowa Ruda (b)   | 18 | 8  | 2 | 8  | 102    | 115    | -13 | 26   |       |
| 7   | UPOS System Knurów (b)  | 18 | 8  | 2 | 8  | 63     | 81     | -18 | 26   |       |
| 8   | WSB Chorzów             | 18 | 4  | 3 | 11 | 66     | 113    | -47 | 15   |       |
| 9   | Orły Chrzanów (b)       | 18 | 3  | 1 | 14 | 68     | 115    | -47 | 10   |       |
| 10  | Strzelec Gorzyczki (b)  | 18 | 0  | 3 | 15 | 55     | 137    | -82 | 3    |       |

Źródło.

## Baraże o awans do ekstraklasy
I runda (drużyny z II ligi)
- I para barażowa
  - 9 marca 2023, Seat Arpol Toruń - FRIB-EX Ruda Śląska 6:3
  - 16 marca 2003, FRIB-EX Ruda Śląska - Seat Arpol Toruń 2:3
- II para barażowa
  - 9 marca 2023, FC Rotterdam Tychy - Holiday "Życie Chojnic" Chojnice 6:11
  - 16 marca 2003, Holiday "Życie Chojnic" Chojnice - FC Rotterdam Tychy 3:3

II runda
- I para barażowa
  - 23 marca 2023, Irex Sosnowiec - Seat Arpol Toruń 6:4
  - 30 marca 2023, Seat Arpol Toruń - Irex Sosnowiec 4:2
- II para barażowa
  - 23 marca 2023, Timemaster Siemianowice Śląskie - Holiday "Życie Chojnic" Chojnice 8:5
  - 6 kwietnia 2023, Holiday "Życie Chojnic" Chojnice - Timemaster Siemianowice Śląskie 8:4

Źródło